# Sinclair Research Ltd
Sinclair Research Ltd ime je za britansku tvrtku koja se specializirala u polju potrošačke elektronike koju je osnovao Sir Clive Sinclair u Cambridgeu. Originalno firma je bila osnovana 1973. pod imenom Ablesdeal Ltd., i bila je neaktivna do 1976., a naziv mijenja u Sinclair Research 1981. Tvrtka Sinclair Research poznata je po kućnim računalima: ZX 80, ZX 81, ZX Spectrum, kao i po drugim proizvodima.